# Subsahara-Afrika

Afrika südlich der Sahara

Subsahara-Afrika (auch: Afrika südlich der Sahara, veraltet Schwarzafrika, von lateinisch sub „unter“) bezeichnet den südlich der Sahara gelegenen Teil des afrikanischen Kontinents.

## Definition

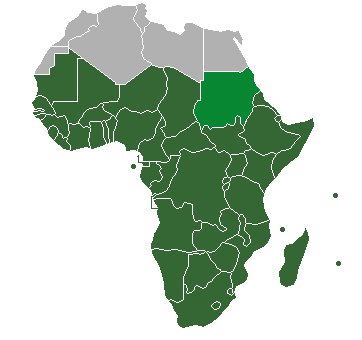
Subsahara-Afrika nach Staaten; der Sudan gehört nach der UNO-Definition zu Nordafrika

Die UN zählt alle Länder, die ganz oder teilweise südlich der Sahara liegen, zu diesem Gebiet. Demnach gehören zu Subsahara-Afrika 49 der 54 afrikanischen UNO-Mitgliedstaaten. Die restlichen fünf Staaten Marokko, Algerien, Tunesien, Libyen und Ägypten sowie das besetzte Territorium Westsaharas liegen in der Sahara oder nördlich davon und gehören geografisch zu Nordafrika. Nordafrika ist ein Teil der arabischen Welt.
Die Länder Mauretanien, Mali, Niger, Tschad und der Sudan liegen teilweise in der Sahara und teilweise südlich von ihr, so dass jeweils einige Landesteile zu Nordafrika und andere zu Subsahara-Afrika gehören.

## Population, Wirtschaft, Klima
In den 49 Staaten in Subsahara-Afrika lebten im Jahr 2019 insgesamt etwa 1,066 Milliarden Menschen. Mit ihrem Pro-Kopf-Einkommen, das bedingt durch das hohe Bevölkerungswachstum langsamer steigt als das Bruttoinlandsprodukt, belegen die meisten afrikanischen Staaten südlich der Sahara die niedrigsten Ränge im weltweiten Vergleich.
In Subsahara-Afrika bekommt jede Frau durchschnittlich 4,3 Kinder (fast doppelt so viel wie im weltweiten Durchschnitt). Dort sind über 40 Prozent der Menschen unter 15 Jahre alt. Viele Mädchen bekommen immer noch sehr früh Kinder und häufig mehr Kinder, als sie versorgen können. Teenagerschwangerschaften bedeuteten in vielen Fällen das Ende der Schullaufbahn, wodurch die Chancen der Frauen und Mädchen auf eine Ausbildung und ein eigenständiges Einkommen stark sinken. Das Bundesinstitut für Bevölkerungsforschung (BiB) schätzt (2024), dass die Einwohnerzahl der Region von heute 1,2 auf 3,4 Milliarden Menschen im Jahr 2100 steigen wird.
Der Großteil Subsahara-Afrikas befindet sich in der tropischen Klimazone, nur der südlichste Teil liegt in der subtropischen Klimazone.

## Historische Bezeichnungen

Die Einteilung Afrikas nach Heinrich Bünting, hier in einer Variante von 1589.

Schwarzafrika ist ein Determinativkompositum der seit Mitte des 17. Jahrhunderts bekannten Charakterisierung als „schwarzes Afrika“ (bei Alonso de Sandoval und Francesco de Lemene als Africa negra bezeichnet), das u. a. in den Schriften von Andreas Heinrich Buchholtz (um 1659) und Daniel Casper von Lohenstein (um 1690) Erwähnung findet.
Eine ältere Einteilung des Kontinents findet sich seit ungefähr dem 13. Jahrhundert in der Benennung von Teilen Afrikas als „Mohrenland“ (der Mōren lant – „Land der Mauren“). Heinrich Bünting markierte auf den Welt- und Kontinentalkarten seiner Schrift Itinerarium Sacrae Scripturae von 1581 den Norden Afrikas mit Die weissen Moren („Die weißen Mauren“) und das südlich gelegene, größere Gebiet, einschließlich Ostafrika, als der schwartzen Moren Land („Land der schwarzen Mauren“).
Eine geografisch ähnliche Einteilung erfolgte im 20. Jahrhundert durch die Gegenüberstellung Weiß- und Schwarzafrikas.

## Termini-bezogene Kritik
Der Ausdruck Schwarzafrika rührt u. a. von der Hautfarbe der Bewohner der Subsahara her, die später im 20. Jahrhundert als „Schwarzafrikaner“ zusammengefasst wurden. Verknüpft war damit die Ansicht der Europäer, das subsaharische Afrika sei kulturlos, während der Norden wenigstens ein Mindestmaß an Kultur aufweise. Auch wird durch die Ausgliederung des Nordens von Afrika in unzutreffender Weise suggeriert, es handele sich beim südlichen Afrika um eine homogene Einheit, obwohl gerade in diesem Teil des Kontinents eine Großzahl von verschiedenen Ethnien anzutreffen ist. Die simplifizierende Einteilung suggeriert außerdem, dass im Norden Afrikas keine einheimische schwarze Bevölkerung lebe. Die Benennung als schwarzes Afrika bzw. die daraus im Verlauf des 19. Jahrhunderts hervorgegangene Wortzusammensetzung Schwarzafrika wird – einer aus dem anglophonen Sprachraum stammenden Tendenz folgend (hier hat Sub-Saharan Africa das frühere Black Africa nahezu völlig ersetzt) – im offiziellen Sprachgebrauch von Behörden kaum mehr verwendet und auch von vielen privaten Organisationen und in den Medien oft durch die Bezeichnungen Subsahara-Afrika und Afrika südlich der Sahara ersetzt.
Allerdings blieb auch die Bezeichnung Subsahara-Afrika nicht gänzlich frei von Kritik. Obgleich die Hautfarbe der Bewohner bei der Namensgebung keine Berücksichtigung fand, impliziere der Ausdruck Subsahara-Afrika dennoch, dass afrikanische Staaten nördlich und südlich der Sahara homogene Räume bildeten.